# Circuito callejero de Newcastle

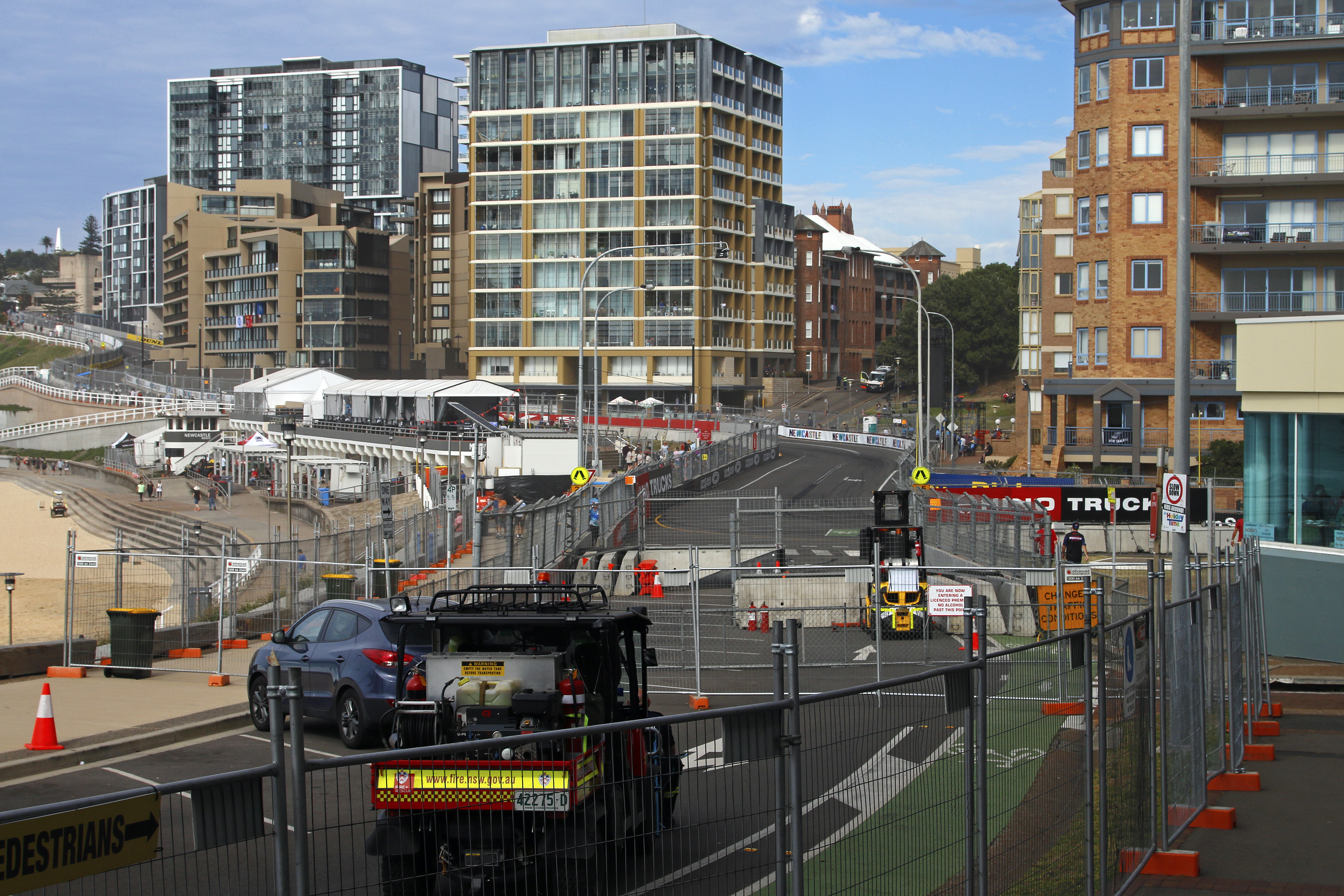
Sector de Zaara Street.

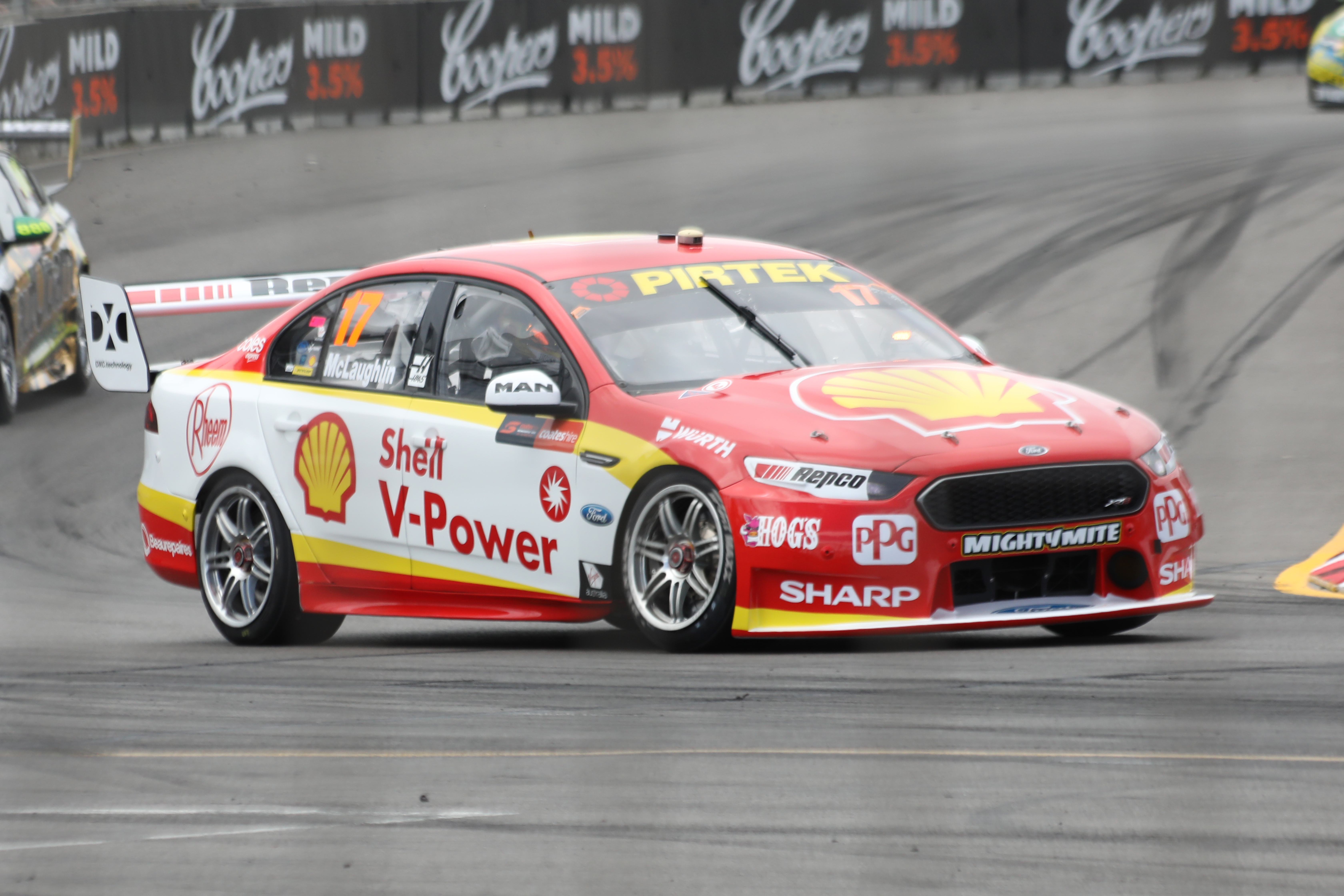
Shane van Gisbergen, ganador de una de las carreras de 2018.

El circuito callejero de Newcastle fue un circuito urbano de carreras trazado en las calles del extremo este de Newcastle, Nueva Gales del Sur, Australia. Este circuito albergó el evento Newcastle 500 del Supercars Championship en 2017-2019 y 2023. Las ediciones de 2020-2022 fueron canceladas debido a la pandemia de COVID-19. Con 14 curvas y 2,641 km (1,641 millas) de longitud, el trazado incluía vistas de las playas de Newcastle y la zona costera. En 2023, el consejo municipal decidió no continuar apoyando el evento y votó por desmantelar las secciones permanentes del circuito.

## Trazado
El circuito comenzaba en Wharf Road y giraba hacia calle Watt Street, cruzando las vías del tren ligero de Newcastle antes de ascender por una pendiente empinada hacia Shortland Esplanade. A partir de ahí, la pista bordeaba la playa antes de llegar a giros de 90° en Zaara Street y Scott Street. El tramo más rápido se encontraba entre Parnell Place y Nobbys Road, con una horquilla en Camp Shortland. Desde allí, un giro a la derecha en Wharf Road completaba la vuelta.
En 2019, se modificó la horquilla de Camp Shortland para facilitar los adelantamientos, ajustando el radio de giro y alargando la zona de frenado.

## Construcción
Las obras para adecuar la zona comenzaron en julio de 2017, cuatro meses antes de que se celebrara el primer evento. Se llevaron a cabo importantes obras civiles en Foreshore Park para crear un área de boxes, así como en Camp Shortland y en Nobbys' Road para adecuar las calles para las carreras.

## Críticas
El evento enfrentó críticas de residentes locales por el ruido y la falta de acceso. En marzo de 2017, antes de las obras civiles para preparar las calles para las carreras, los residentes organizaron una protesta que resultó en enfrentamientos con los fanáticos del deporte.

## Ganadores

### Newcastle 500
| Año       | Piloto              | Equipo                        | Automóvil             | Ref.   |
| --------- | ------------------- | ----------------------------- | --------------------- | ------ |
| 2017      | Scott McLaughlin    | DJR Team Penske               | Ford Falcon FG X      | [ 10 ] |
| 2017      | Jamie Whincup       | Triple Eight Race Engineering | Holden Commodore VF   | [ 11 ] |
| 2018      | Scott McLaughlin    | DJR Team Penske               | Ford Falcon FG X      | [ 12 ] |
| 2018      | David Reynolds      | Erebus Motorsport             | Holden Commodore ZB   | [ 13 ] |
| 2019      | Shane van Gisbergen | Triple Eight Race Engineering | Holden Commodore ZB   | [ 14 ] |
| 2019      | Jamie Whincup       | Triple Eight Race Engineering | Holden Commodore ZB   | [ 15 ] |
| 2020-2022 | No se disputó       | No se disputó                 | No se disputó         |        |
| 2023      | Cameron Waters      | Tickford Racing               | Ford Mustang S650     | [ 16 ] |
| 2023      | Shane van Gisbergen | Triple Eight Race Engineering | Chevrolet Camaro Mk.6 | [ 17 ] |